# Prix Osamu-Dazai
Le prix Osamu-Dazai (太宰治賞), Dazai Osamu Shō) est un prix littéraire japonais pour jeunes écrivains, décerné tous les ans par la ville de Mitaka et l'éditeur Chikuma Shobō à des nouvelles de qualité non encore publiées. Le prix est d'abord organisé par les éditions Chikuma Shobō en 1965 puis suspendu en raison de difficultés économiques en 1978. À l'occasion du cinquantième anniversaire de la disparition de l'écrivain Dazai Osamu, le prix est de nouveau institué en 1998 et décerné depuis avec le soutien de la ville de Mitaka. Le prix est doté d'une récompense de 1 million de yens.

## Lauréats

### Période Chikuma Shobō seul
- 1965 - non décerné
- 1966 - Akira Yoshimura pour Hoshi e no tabi (星への旅)
- 1967 - Isshiki Jirō (ja) pour Seigenki (青幻記)
- 1968 - Miura Hiroki pour Tsuki no dōkemono (月の道化者)
- 1969 - Hata Kōhei (ja) pour Kiyotsune jusui (清経入水)
- 1970 - Kaidō Masayuki (ja) pour Haigo no jikan (背後の時間)
- 1971 - Mikami Masahiko (ja) pour Ryūkeichi nite (流刑地にて)
- 1972 - non décerné
- 1973 - Tomiko Miyao pour Kai (櫂)
- 1974 - Totsugawa Mitsuko (ja) pour Tanima no ikisudamatachi (谷間の生霊たち)
- 1975 - Kyōko Fuji pour Hana sute (花捨て)
- 1976 - Murayama Fujiko pour Echigo goze uta fuyu no tabi (越後瞽女唄冬の旅)
- 1977 - Teru Miyamoto pour Doro no kawa (泥の河)
- 1978 - Fukumoto Takehisa (ja) pour Densha gokko teisen (電車ごっこ停戦)

### Organisation commune Chikuma Shobō et Mitaka
- 1999 - Saegiri Yū (ja) pour Saigo no uta o koete (最後の歌を越えて)
- 2000 - Tsujiuchi Tomoki (ja) pour Takiko-chan (多輝子ちゃん)
- 2001 - Kojima Koriku[1] pour Itteki no arashi (一滴の嵐)
- 2002 - Ogawauchi Hatsue (ja) pour Kimbaku (緊縛)
- 2003 - Mamiya Yuriko (ja) pour Tayutafu rōsoku (たゆたふ蝋燭)
- 2004 - Shiga Izumi (ja) pour Oyubi no ongaku (指の音楽)
- 2005 - Kawamoto Akiko (ja) pour Shishū (刺繍) et Kikuko Tsumura pour Man’ītā (マンイーター)
- 2006 - Kuribayashi Sachi (ja) pour Tōge no haru wa (峠の春は)
- 2007 - Segawa Shin (ja) pour Chūba wa utau – mit Tuba (チューバはうたう―mit Tuba)
- 2008 - Nagase Naoya pour Romio to Indiana (ロミオとインディアナ)
- 2009 - Karasawa Masayuki[2] pour Damukan (だむかん)
- 2010 - Natsuko Imamura pour Atarashii musume (あたらしい娘)
- 2011 - Yui Ayuhiko pour Aenakatta hito (会えなかった人)
- 2012 - Hayami Kana (ja) pour Utsubushi (うつぶし)
- 2013 - Iwaki Kei (ja) pour Sayōnara Orenji (さようなら、オレンジ)
- 2014 - Ikoi Koma (ja) pour Kon to Anji (コンとアンジ)
- 2015 - Itō Akari (ja) pour Kawarazaru yorokobi (変わらざる喜び)
- 2016 - Yodzuri Jūroku (ja) pour Rakuen (楽園)
- 2017 - Sakura Hiro (ja) pour Tango in za dāku (タンゴ・イン・ザ・ダーク)
- 2018 - Nishikimi Eriko pour Ritoru gāruzu (リトルガールズ)
- 2019 - Asa Motoaki pour Shikisai (色彩)
- 2020 - Yagi Emi pour Kūshin techō (空芯手帳)
- 2021 - Yamaie Nozomi pour birth
- 2022 - Nonoi Tō pour Shuro o moyasu (棕櫚を燃やす)